# Josef Neugebauer
Josef Neugebauer (23. října 1850 Dolní Lipová – 1. května 1926 Jeseník) byl římskokatolický kněz, biskupský komisař nisského komisariátu, děkan, titulární čestný kanovník biskupské katedrály ve Vratislavi, papežský prelát, nositel Válečného kříže "Za občanské zásluhy", rytířského kříže Řádu Františka Josefa I., čestného kříže papeže Lva XIII. "Pro ecclesia et pontifice", vyznamenání II. třídy "Za zásluhy o Červený kříž" a další vyznamenání.

## Život
Vystudoval gymnázium v Opavě a teologii v Olomouci. V roce 1875 byl vysvěcen na kněze. Působil jako kaplan v Domašově, Jeseníku, Zlatých Horách a ve Vidnavě kde spoluzakládal politický Katolický lidový spolek pro západní Slezsko se sídlem ve Vidnavě. Z Vidnavy odešel už jako farář do Vápenné a nakonec do Jeseníku, kde zůstal až do své smrti.
Stál u zrodu Katolického dělnického spolku v Jeseníku, který vyvíjel kulturní a sociální činnost. Inicioval stavební úpravy v kostele Nanebevzetí Panny Marie, obnovení kaple sv. Anny na Křížovém vrchu a zejména výstavbu nových kostelů v Bukovicích a České Vsi. Za I. světové války se věnoval charitativní činnosti. Publikoval mnoho článků v Deutscher Volksfreund.
Josef Neugebauer projevoval také aktivní zájem o historii Jesenicka. Předsedal přípravnému výboru pro založení městského muzea v Jeseníku a když bylo muzeum v roce 1905 založeno, patřil mezi nejštědřejší dárce.